# St. Ingbert (stacja kolejowa)
St. Ingbert – stacja kolejowa w St. Ingbert, w kraju związkowym Saara, w Niemczech. Znajdują się tu 2 perony.